# 2008年MTV音樂錄影帶大獎
2008年MTV音樂錄影帶大獎在2008年9月7日於派拉蒙電影工作室舉行。主要獎項的提名名單由MTV觀眾線上投票，再由 MTV 節目「FNMTV」公布。其餘的專業獎項則由音樂產業專家所組成的評審群選出。與以往不同的是，本屆的專業獎項是在典禮三天前（9月4日）公布（9月4日）。 本屆主持人是喜劇演員羅素·布蘭德 2008年9月4日，官方宣布布蘭妮將擔任開場表演嘉賓。
布蘭妮以《Piece of Me》拿下三項大獎成為本屆最大贏家。東京飯店酷兒贏得最佳新人。

## 得獎名單
得獎以粗體顯示

### 年度音樂錄影帶
- 克里斯小子 —《Forever》
- 強納斯兄弟 —《Burnin' Up》
- 小野貓 —《When I Grow Up》
- 布蘭妮 —《Piece of Me》
- 聽聽樂團 —《Shut Up and Let Me Go》

### 最佳男歌手音樂錄影帶
- 克里斯小子 —《With You》
- 佛羅里達（featuring 提潘）—《Low》
- 小韋恩（featuring Static Major（英语：Static Major））—《Lollipop》
- T.I. —《No Matter What》
- 亞瑟小子（featuring 陽極）—《Love in This Club》

### 最佳女歌手音樂錄影帶
- 瑪麗亞·凱莉 —《Touch My Body》
- 凱蒂·佩芮 —《I Kissed a Girl》
- 蕾哈娜 —《Take a Bow》
- 裘汀·史芭克絲（featuring 克里斯小子）—《No Air》
- 布蘭妮 —《Piece of Me》

### 最佳新人
- 麥莉·希拉 —《7 Things》
- 凱蒂·佩芮 —《I Kissed a Girl》
- 裘汀·史芭克絲（featuring 克里斯小子）—《No Air》
- 泰勒絲 —《Teardrops on My Guitar》
- 東京飯店酷兒 —《Ready, Set, Go!》

### 最佳流行音樂錄影帶
- Danity Kane —《Damaged》
- 強納斯兄弟 —《Burnin' Up》
- 迪斯可癟三（Panic at the Disco）—《Nine in the Afternoon》
- 布蘭妮 —《Piece of Me》
- 東京飯店酷兒 —《Ready, Set, Go!》

### 最佳搖滾音樂錄影帶
- 打倒男孩（featuring 約翰·梅爾）—《Beat It》
- 幽浮一族 —《The Pretender》
- 聯合公園 —《Shadow of the Day》
- 帕拉摩爾 —《Crushcrushcrush》
- 滑結樂團 —《Psychosocial》

### 最佳嘻哈音樂錄影帶
- 瑪麗·布萊姬—《Just Fine》
- 路沛·費艾斯可（featuring Matthew Santos（英语：Matthew Santos））—《Superstar》
- 佛羅里達（featuring 提潘）—《Low》
- 小韋恩（featuring Static Major（英语：Static Major））—《Lollipop》
- 肯伊·威斯特（featuring 克里斯·馬汀）—《Homecoming》

### 最佳舞蹈
- 克里斯小子 —《Forever》
- Danity Kane —《Damaged》
- 瑪丹娜（featuring 賈斯汀與提姆巴蘭）—《4 Minutes》
- 尼歐 —《Closer》
- 小野貓 —《When I Grow Up》

### 最佳導演
- 艾莉卡·芭朵 —《Honey》（導演：艾莉卡·芭朵與 Chris Robinson（英语：Chris Robinson (director)））
- 聯合公園 —《Shadow of the Day》（導演：Joe Hahn）
- 迪斯可癟三 —《Nine in the Afternoon》（導演：Shane Drake）
- 小野貓 —《When I Grow Up》（導演：Joseph Kahn）
- 蕾哈娜 —《Take a Bow》（導演：Anthony Mandler）

### 最佳編舞
- 愛黛兒 —《Chasing Pavements》（編舞：Marguerite Derricks）
- 克里斯小子 —《Forever》（編舞：Tone & Rich）
- 克里斯小子（featuring 提潘）—《Kiss Kiss》（編舞：Flii Stylz）
- 奈爾斯·巴克利（Gnarls Barkley）—《Run》（編舞：Michael Rooney）
- 小野貓 —《When I Grow Up》（編舞：Robin Antin 與 Mikey Minden）

### 最佳特效
- 艾莉卡·芭朵 — 《Honey》（特效：X1 FX）
- 酷玩樂團 —《Violet Hill》（特效：Asa Mader）
- 蜜西·艾莉特（Missy Elliott）—《Ching-a-Ling》/《Shake Your Pom Pom》（特效：Les Umberger）
- 聯合公園 —《Bleed It Out》（特效：David Lebensfeld 與 Adam Catino）
- 肯伊·威斯特（featuring 提潘）—《Good Life》（特效：SoMe、Jonas & François（英语：Jonas & François））

### 最佳藝術指導
- 奈爾斯·巴克利 —《Run》（藝術指導：Happy and Kells Jesse）
- MGMT —《Electric Feel》（藝術指導：Sophie Kosofsky）
- 凱蒂·佩芮 —《I Kissed a Girl》（藝術指導：Benji Bamps）
- 小野貓 —《When I Grow Up》（藝術指導：Marcelle Gravel）
- 白線條樂團 —《Conquest》（藝術指導：David Fitzpatrick）

### 最佳剪輯
- 艾莉卡·芭朵 —《Honey》（剪輯：T. David Binns）
- 俏妞的死亡計程車 —《I Will Possess Your Heart》（剪輯：Aaron Stewart-Ahn 與 Jeff Buchanan）
- 尼歐 —《Closer》（剪輯：Clark Eddy）
- 凱蒂·佩芮 —《I Kissed a Girl》（剪輯：Tom Lindsay）
- 威瑟樂團 —《Pork and Beans》（剪輯：Jeff Consiglio 與 Colin Woods）

### 最佳電影藝術
- 艾莉卡·芭朵 —《Honey》（攝影指導：Karsten "Crash" Gopinath）
- 俏妞的死亡計程車 —《I Will Possess Your Heart》（攝影指導：Aaron Stewart-Ahn 與 Shawn Kim）
- 凱蒂·佩芮 —《I Kissed a Girl》（攝影指導：Simon Thirlaway）
- 小野貓 —《When I Grow Up》（攝影指導：Christopher Probst）
- 白線條樂團 —《Conquest》（攝影指導：Wyatt Troll）

### 最佳英國音樂錄影帶[3]
- 酷玩樂團 —《Violet Hill》
- 黛菲 —《Warwick Avenue》
- 艾絲黛兒（featuring 肯伊·威斯特）—《American Boy》
- 里歐娜·路易斯 —《Bleeding Love》
- 聽聽樂團 —《Shut Up and Let Me Go》 [4]

## 表演

### 典禮前
- 競舞大賽：Fanny Pak（英语：Fanny Pak） vs. Kaba Modern（英语：Kaba Modern）（由觀眾進行線上投票，獲勝者將可獲得$25,000獎金，以及在頒發「最佳舞蹈」時於主舞台演出）[5]

### 主舞台
- 蕾哈娜 —《Disturbia》/《Seven Nation Army》
- 小韋恩 —《DontGetIt》(featuring 里歐娜·路易斯)/《A Milli》/《Got Money》(featuring 提潘)
- 帕拉摩爾 —《Misery Business》
- T.I. —《Whatever You Like》/《Live Your Life》(featuring 蕾哈娜)
- 克莉絲汀 —《Genie 2.0》/《Keeps Gettin' Better》
- 搖滾小子 —《All Summer Long》 (featuring 小韋恩)
- 肯伊·威斯特 —《Love Lockdown》

### 後台
- 強納斯兄弟 —《Lovebug》
- 紅粉佳人 —《So What》
- T.I. —《Whatever You Like》

### DJ AM 與 Travis Barker
DJ AM 與 Travis Barker 負責幕間表演，並與凱蒂·佩芮、聽聽樂團和路沛·費艾斯可合作
- 凱蒂·佩芮 —《Like a Virgin》/《I Kissed a Girl》
- 聽聽樂團 —《Shut Up and Let Me Go》
- LL酷J —《Going Back to Cali》
- 路沛·費艾斯可 —《Superstar》(featuring Matthew Santos（英语：Matthew Santos）)

#### 混音
DJ AM 與 Travis Barker 也在進入或結束商業廣告插播時播放下列歌曲的混音：
- 綠洲樂團 —《Wonderwall》
- 阿哈合唱團（a-ha）—《Take on Me》
- 米雅（M.I.A.）—《Bucky Done Gun》
- 討伐體制（Rage Against the Machine）—《Killing in the Name》

## 來賓
- 布蘭妮 — 開場
- 傑米·福克斯 — 頒發「最佳女歌手音樂錄影帶」
- 彼特·溫茲、Heidi Montag（英语：Heidi Montag） 與 Spencer Pratt（英语：Spencer Pratt） — 介紹最佳新人票選
- 黛咪·摩爾 — 頒發「最佳男歌手音樂錄影帶」
- 泰勒絲 — 介紹強納斯兄弟
- 麥可·菲爾普斯 — 介紹小韋恩
- 席亞拉、琳賽·蘿涵和Fanny Pak（英语：Fanny Pak） — 介紹競舞大賽獲勝者（席亞拉與琳賽·蘿涵）和頒發「最佳舞蹈」
- 彼特·溫茲與Danity Kane — 介紹最佳新人票選
- 羅伯·派汀森、凱姆·吉甘特、泰勒·洛特 與克莉絲汀·史都華 — 介紹帕拉摩爾
- 史萊許與西亞·李畢福 — 頒發「最佳搖滾音樂錄影帶」
- 麥莉·希拉 — 介紹紅粉佳人
- 彼特·溫茲與艾希莉·辛普森 — 介紹最佳新人票選
- 滑結樂團與 Christopher Mintz-Plasse（英语：Christopher Mintz-Plasse） — 頒發「最佳嘻哈音樂錄影帶」
- 約翰傳奇與裘汀·史芭克絲 — 介紹T.I.與蕾哈娜
- 柴克·艾弗隆、凡妮莎·哈金斯、艾希莉·緹絲黛爾與柯賓·布魯 — 介紹克莉絲汀
- Lauren Conrad 與柴斯·克勞福 — 頒發「最佳新人」
- 芭黎絲·希爾頓 — 頒發「最佳流行音樂錄影帶」
- 德瑞克·貝爾（Drake Bell）與喬希·佩克— 介紹搖滾小子
- 柯比·布萊恩 — 頒發「年度音樂錄影帶」

## 爭議
主持人羅素·布蘭德的部分言論引起爭議。他催促美國民眾投票給歐巴馬，並稱小布希是「弱智牛仔」。
另外，羅素·布蘭德也在典禮上開貞潔戒指的玩笑，特別是戴著戒指的強納斯兄弟。也戴著戒指的裘汀·史芭克絲在介紹T.I.和蕾哈娜時表示：「戴著戒指不是件壞事，因為不是每個人，無論是男是女，希望變成蕩婦。」史芭克絲也因此遭到批評，認為她暗指沒戴貞潔戒指或禁慾的人是淫亂的。

## 審查
重播時，羅素·布蘭德在開場提到約翰·麥肯和小布希的所有言論都遭到刪除。

## 外部連結
- 2008年MTV音樂錄影帶大獎網站（页面存档备份，存于）